# What Are You Doing the Rest of Your Life ?
What Are You Doing the Rest of Your Life ? est une chanson américaine de Michael Dees composée par  Michel Legrand sur des paroles d'Alan et Marilyn Bergman, extraite de la bande originale du film The Happy Ending. Elle est nommée au Golden Globe de la meilleure chanson originale et à l'Oscar de la meilleure chanson originale en 1970. Elle reçoit ultérieurement deux Grammy Award du meilleur arrangement musical accompagnant un chanteur.

## Versions
Enregistrée par : Natalie Dessay 
- Julie Andrews
- Shirley Bassey sur l'album Something
- Chris Botti et Sting sur l'album To Love Again - The Duets
- Bill Evans (instrumental)
- Ferrante & Teicher
- Milt Jackson (instrumental)
- Peggy Lee
- Johnny Mathis
- Carmen McRae
- Maysa
- Jaye P. Morgan
- Joe Pass (instrumental)
- Frank Sinatra
- Dusty Springfield
- Barbra Streisand sur les albums The Way We Were & Live In Concert 2006
- Rita Reys
- Mel Torme
- Stacey Kent
- Cal Tjader (instrumental)
- Sarah Vaughan
- Andy Williams
- Alison Moyet
- Laura Benanti
- Pat Martino

## Récompenses
- 1973 : Grammy Award du meilleur arrangement musical accompagnant un chanteur pour Michel Legrand accompagnant Sarah Vaughan ;
- 2006 : Grammy Award du meilleur arrangement musical accompagnant un chanteur pour Billy Childs, Gil Goldstein et Heitor Pereira accompagnant Chris Botti et Sting.